# Campionatul European de Fotbal Sub-19 2011
Campionatul European de Fotbal sub 19 ani 2011 este a 58-a ediție a Campionatul European de Fotbal sub 19 ani organizat de UEFA. Turneul s-a desfășurat între 20 iulie și 1 august în România. La competiție au participat doar jucători născuți după 1 ianuarie 1992.  Înainte de începerea competiției, Franța era campioana en titre. 

## Calificări
Calificările s-au desfășurat în două faze:
- Runda de calificare – 28 septembrie 2010 – 30 octombrie 2010
- Runda elită – 28 aprilie 2011 – 5 iunie 2011

Cincizeci și două de echipe au participat în calificări pentru a obține unul dintre cele șapte locuri disponibile.
Calificările s-au desfășurat între 28 septembrie și 30 octombrie 2010. Cele 52 de echipe au fost împărțite în 13 grupe de patru, fiecare grupă s-a desfășurat sub forma unui mini turneu, ce a fost găzduit de una dintre țările participante. Primele două echipe clasate în fiecare grupă plus cele mai bune două de pe locul trei au obținut accederea în calificările elită. 
Următoarele echipe s-au calificat pentru turneu
- Belgia
- Cehia
- Grecia
- România (gazda)
- Irlanda
- Serbia
- Spania
- Turcia

## Loturi
Pentru lista completă a jucătorilor vezi: Loturile pentru Campionatul European de Fotbal sub 19 2011

## Stadioane
Toate cele 4 stadioane sunt în județul Ilfov, în apropierea capitalei, București.
| Locația   | Stadion             | Capacitate | Note                                        |
| --------- | ------------------- | ---------- | ------------------------------------------- |
| Berceni   | Stadionul Berceni   | 2.600      | 3 meciuri din grupe                         |
| Buftea    | Stadionul Buftea    | 800        | 3 meciuri din grupe                         |
| Chiajna   | Stadionul Concordia | 3.700      | 3 meciuri din grupe, o semifinală și finala |
| Mogoșoaia | Stadionul Mogoșoaia | 1.000      | 3 meciuri din grupe și o semifinală         |

## Faza grupelor
Tragerea la sorți a avut loc la București la data de 8 iunie 2011, când gazdele România și cele șapte echipe calificate au fost împărțite în două grupe de patru.
Primele două echipe din fiecare grupă se califică pentru semifinale. 
Criterii de departajare pentru echipele cu același număr de puncte:
- rezultatul direct
- golaverajul
- numărul de goluri marcate

- Toate orele sunt EEST (UTC+3)

| Legendă                      |
| ---------------------------- |
| Calificate pentru semifinale |
| Eliminate din turneu         |

### Grupa A
| Echipa  | M | V | E | Î | GM | GP | G  | Pct |
| ------- | - | - | - | - | -- | -- | -- | --- |
| Cehia   | 3 | 3 | 0 | 0 | 6  | 2  | +4 | 9   |
| Irlanda | 3 | 1 | 1 | 1 | 3  | 3  | 0  | 4   |
| Grecia  | 3 | 1 | 0 | 2 | 2  | 3  | –1 | 3   |
| România | 3 | 0 | 1 | 2 | 1  | 4  | –3 | 1   |

| Grecia     | 1 – 2   | Irlanda          |
| ---------- | ------- | ---------------- |
| Katidis 5' | Cronica | O'Connor 2' (51) |

| România     | 1 – 3   | Cehia                                    |
| ----------- | ------- | ---------------------------------------- |
| Stanciu 30' | Cronica | Přikryl 44' Jeleček 61' (pen.) Jánoš 85' |

| Cehia                | 2 – 1   | Irlanda        |
| -------------------- | ------- | -------------- |
| Brabec 69' Lácha 71' | Cronica | O'Sullivan 10' |

| România | 0 – 1   | Grecia        |
| ------- | ------- | ------------- |
|         | Cronica | Fortounis 37' |

| Cehia       | 1 - 0  | Grecia |
| ----------- | ------ | ------ |
| Přikryl 70' | Cronca |        |

| Republica Irlanda | 0 - 0   | România |
| ----------------- | ------- | ------- |
|                   | Cronica |         |

### Grupa B
| Echipa | M | V | E | Î | GM | GP | G  | Pct |
| ------ | - | - | - | - | -- | -- | -- | --- |
| Spania | 3 | 2 | 0 | 1 | 8  | 4  | +4 | 6   |
| Serbia | 3 | 1 | 1 | 1 | 3  | 5  | –2 | 4   |
| Turcia | 3 | 1 | 1 | 1 | 4  | 3  | +1 | 4   |
| Belgia | 3 | 0 | 2 | 1 | 3  | 6  | –3 | 2   |

| Serbia               | 2 – 0   | Turcia |
| -------------------- | ------- | ------ |
| Jojić 57' Trujić 89' | Cronica |        |

| Spania                                                  | 4 - 1   | Belgia       |
| ------------------------------------------------------- | ------- | ------------ |
| Sarabia 15' (pen.) Alcácer 65' Muñiz 90+1' Morata 90+3' | Cronica | Cuvelier 46' |

Meciul trebuia să se joace pe 20 iulie, dar a fost abandonat după 15 minute de joc, când Spania conducea cu 1 - 0  printr-un gol marcat de  Álvaro Morata, din cauza condițiilor metorologice nefavorabile. A fost reprogramat pentru 21 iulie la ora 18:00.
| Turcia  | 1 – 1   | Belgia       |
| ------- | ------- | ------------ |
| Ali 77' | Cronica | Vervaeke 90' |

| Serbia | 0 – 4   | Spania                          |
| ------ | ------- | ------------------------------- |
|        | Cronica | Morata 13', 22', 75' Juanmi 15' |

| Turcia                                              | 3 – 0   | Spania |
| --------------------------------------------------- | ------- | ------ |
| Ramalho 31' (autogol) Kamil 51' Gómez 56' (autogol) | Cronica |        |

| Belgia      | 1 - 1   | Serbia    |
| ----------- | ------- | --------- |
| Vermijl 73' | Cronica | Mrkela 6' |

## Faza eliminatorie
|  | Semifinale                   | Semifinale |   |  | Finală                     | Finală |  |
|  |                              |            |   |  |                            |        |  |
|  | 29 iulie – 18:45 – Mogoșoaia |            |   |  |                            |        |  |
|  | Cehia                        | 4          |   |  |                            |        |  |
|  | Serbia                       | 2          |   |  |                            |        |  |
|  |                              |            |   |  |                            |        |  |
|  |                              |            |   |  | 2 august – 20:00 – Chiajna |        |  |
|  |                              |            |   |  | Cehia                      | 2      |  |
|  |                              | Spania     | 3 |  |                            |        |  |
|  |                              |            |   |  |                            |        |  |
|  |                              |            |   |  |                            |        |  |
|  |                              |            |   |  | Finala mică                |        |  |
|  | 29 iulie – 20:45 – Chiajna   |            |   |  |                            |        |  |
|  | Spania                       | 5          |   |  |                            |        |  |
|  | Irlanda                      | 0          |   |  |                            |        |  |

### Semifinalele
| Cehia                                                | 4 - 2   | Serbia              |
| ---------------------------------------------------- | ------- | ------------------- |
| Přikryl 6' Kalas 16' Jeleček 19' (pen.) Skalák 90+2' | Cronica | Despotović 23', 28' |

| Spania                                                       | 5 - 0   | Irlanda |
| ------------------------------------------------------------ | ------- | ------- |
| Deulofeu 27' Sarabia 40' Juanmi 46' Morata 79', 90+1' (pen.) | Cronica |         |

### Finala
| Cehia                | 2 – 3 (d.p.) | Spania                            |
| -------------------- | ------------ | --------------------------------- |
| Krejčí 52' Lácha 97' | Cronica      | Aurtenetxe 85' Alcácer 108', 115' |

## Marcatori
6 goluri
- Álvaro Morata

3 goluri
| - Tomáš Přikryl | - Francisco Alcácer |  |

2 goluri
| - Tomáš Jeleček - Patrik Lácha | - Anthony O'Connor - Djordje Despotović | - Juanmi - Pablo Sarabia |

1 gol
| - Florent Cuvelier - Marnick Vermijl - Jonas Vervaeke - Jakub Brabec - Adam Jánoš - Tomáš Kalas - Ladislav Krejčí | - Jiří Skalák - Kostas Fortounis - Giorgos Katidis - John O'Sullivan - Nicolae Stanciu - Miloš Jojić - Andrej Mrkela | - Nikola Trujić - Jon Aurtenetxe - Gerard Deulofeu - Juan Muñiz - Kamil Ahmet Çörekçi - Ali Dere |

1 autogol
| - Sergi Gómez (în meciul cu Turcia) | - Jonás Ramalho (în meciul cu Turcia) |  |